# Estado União de Jeová

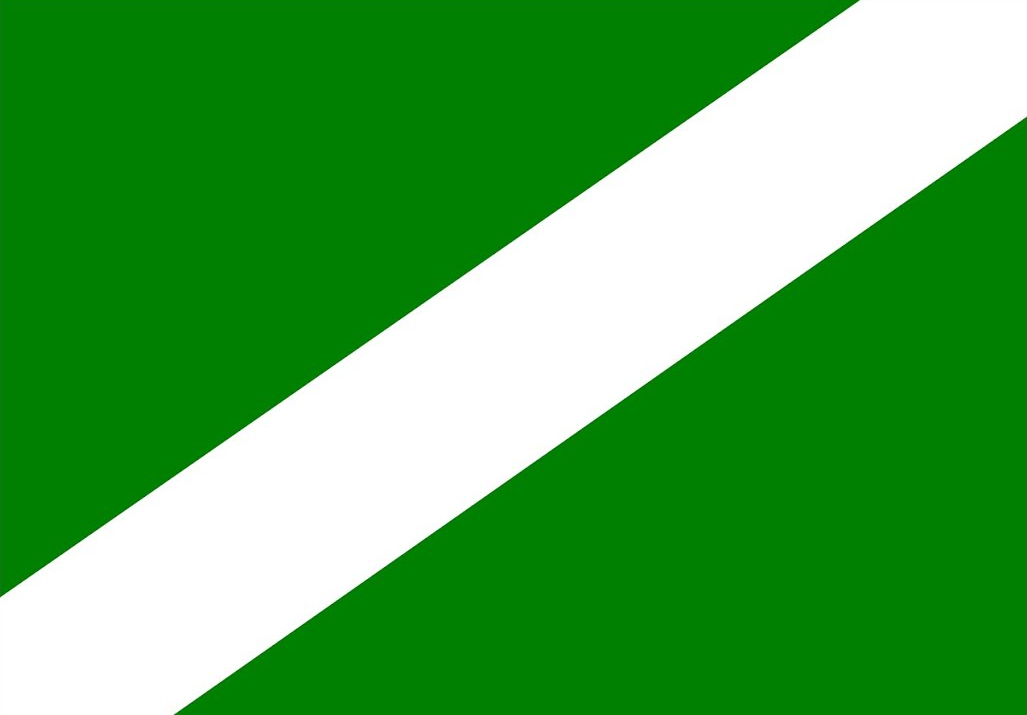
Bandeira do Estado União de Jeová idealizado pelo Movimento Udelista

Estado União de Jeová, ou raramente Jeovah, foi a efêmera criação de um estado federativo brasileiro que pretendeu-se criar, de julho de 1952 a março de 1953, sem autorização da União, durante as agitações campesinas que envolveu as polícias militares do Espírito Santo e Minas Gerais e membros da comunidade sócio-religiosa de caráter messiânico, liderada pelo católico baiano Udelino Alves de Matos.

## O Movimento Udelista

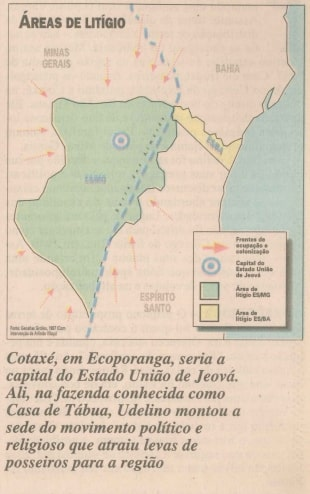
Cotaxé, capital estadual da União de Jeová

O Movimento Udelista, foi criado por Udelino Alves de Matos, na região do Contestado entre Espírito Santo e Minas Gerais. Afinal, o que então imperava naquele quadradão de 10 mil km quadrados encravado entre, Serra dos Aimorés,  Nanuque, Teófilo Otoni, Governador Valadares e Nova Venécia, era a mais absoluta desordem. A princípio essa seria uma solução encontrada pelo movimento para suprir a ausência de um governo estadual atuante na região. Pois, quando ele começa, não havia na área contestada a presença de nenhum Estado recalcitrantes em exercerem a plenitude de suas competências. Mas Udelino não queria apenas defender posseiros ou exigir segurança, inspirado em Antônio Conselheiro, que algumas décadas antes havia tentado criar uma comunidade religiosa independente em Canudos, ele imaginou, naqueles vilarejos em torno de Ecoporanga, um novo estado brasileiro - o Estado União de Jeová.
Como Conselheiro, Udelino misturava um sermão religioso radical com sonhos políticos. Como o "beato" José Maria, líder dos pelados da região do Contestado entre Santa Catarina e Paraná, em 1910, ele sonhava expulsar do lugar todos os grandes proprietários de terras. A exemplo de um e de outro, não conseguiu transformar seu sonho em realidade. Entusiasmado com suas pregações, sempre trajando um terno preto, que simulava um clérgima, o movimento era composto em sua maioria por posseiros e pequenos proprietários de terras, cerca de 866 pessoas.

## O Estado União de Jeová
O teor de suas pregações girava em afirmações que de que o paraíso era ali mesmo, naqueles vales e montes da fronteira norte entre Minas Gerais e Espírito Santo e que todos deveriam unir-se em torno dele, redividir as fazendas, defendê-las com suas próprias armas e, simplesmente, parar de pagar os impostos a ambos os Estados. Nota-se que, ao contrário de Canudos e do Contestado, o Movimento não queria criar uma cidade independente, mas simplesmente um ente federado.
Com discursos fundamentados na Bíblia, Udelino prometia conquistar terras, criar uma sociedade mais fraterna, justa e muito religiosa, um verdadeiro paraíso. Em síntese, “este Estado [União de Jeovah] seria baseado em uma religiosidade muito forte. Ele prometia um paraíso em terra, e com esta promessa encantava as pessoas.” (CURRY, 1997, p. 3)
No livro História e Geografia do Espírito Santo (2007, p. 126), é possível encontrar mais uma vez a representação messiânica: “Foi criado pelo movimento o Estado de União de Jeová, num misto de questão fundiária e pregação religiosa”.

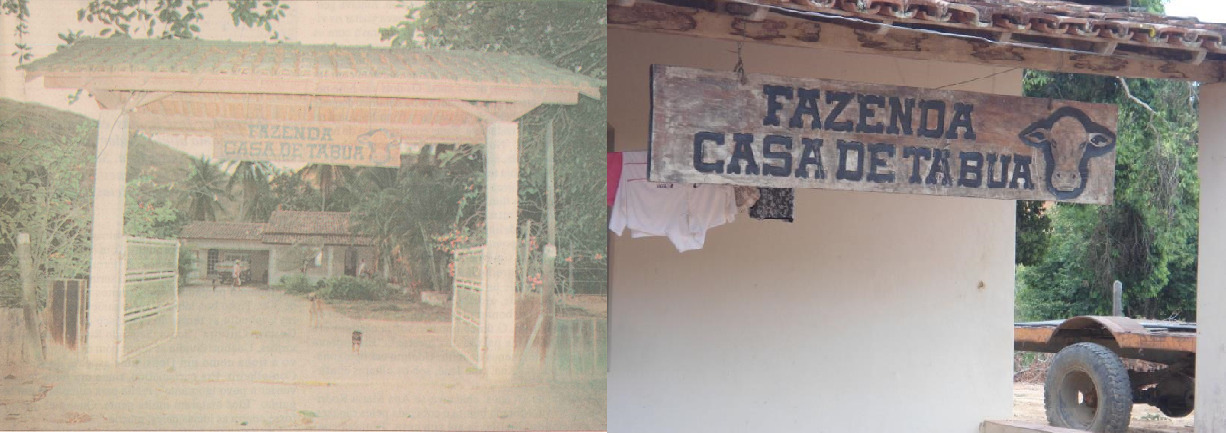
Casa de Tábua - sede do Governo do Estado União de Jeová

O Estado reclamava a região do Contestado entre Espírito Santo e Minas Gerais, no território que, segundo Major Djalma Borges, da Polícia Miliar do Estado do Espírito Santo, líder do grupo militar responsável pela repressão do Movimento Udelinista, se compunha de terras dos municípios de Conceição da Barra, São Mateus, Barra de São Francisco, Ametista e Joeirana no Estado do Espírito Santo, e Teófilo Otoni e Carlos Chagas no Estado de Minas Gerais. Englobando hoje em sua maior parte o município de Ecoporanga. (BORGES apud ESPÍRITO SANTO, 1953 a, p. 109)
Nesse novo estado, a população seria formada somente por lavradores. Com esse objetivo em mente, um abaixo-assinado foi elaborado e o próprio Udelino, em 1952, protocolou o documento, no Palácio do Catete, no Rio de Janeiro. A petição estava dirigida a Getúlio Vargas, o "Pai dos Pobres", que governava o país naquele momento. Sem esperar a resposta do abaixo-assinado, os jeovenses - cerca de 850 posseiros - começaram a organizar o "novo Estado". 

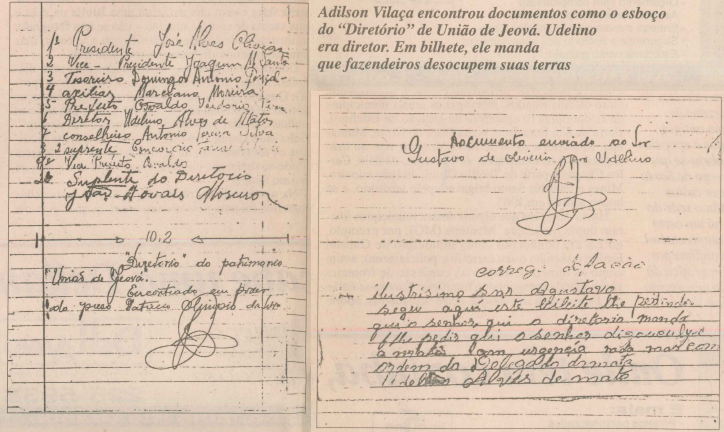
Esboço do Diretório de União de Jeová.

Ainda de acordo com o Major Djalma Borges, da Polícia Miliar do Estado do Espírito Santo, o "novo estado" organizado, com sede administrativa, cargos funcionais e símbolos estaduais, "que o símbolo do Estado era uma bandeira verde com uma faixa branca e dizia Udelino, mostrando um livro com sêlos, que o 'ESTADO' fora criado por ordem do Presidente da República a conselho do deputado federal Wilson Cunha, e que aquele livro era o seu decreto de nomeação de administrador federal do “Estado União de Jeová". (ESPIRITO SANTO, 1953a, p. 109).

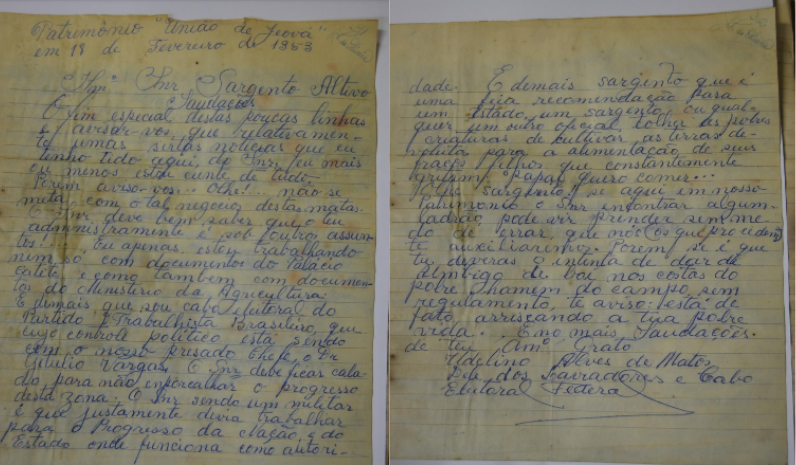
Carta de Udelino Alvez de Matos ao Sargento Altino.

A bandeira simbolizava a floresta e a marcha do lavrador na colonização da terra, um hino foi composto, exaltando a construção de "um mundo novo, de paz, amor, liberdade, onde vivia feliz o povo, igual na felicidade, tendo oficinas e escolas, onde ninguém peça esmolas, nem sofra necessidades".

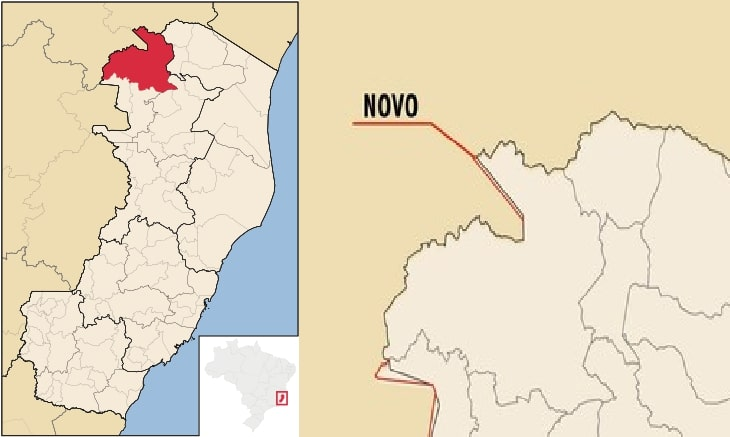
Com a antiga lei, o Espírito Santo perdia 40 km² do município de Ecoporanga e agora terá a área novamente.

O distrito de Cotaxé foi escolhido para ser a capital provisória do virtual Estado. Lá, protegida por trincheiras, foi erguida a Casa de Tábua como sede do governo. Deste "rancho", verdadeiro quartel-general, Udelino começou a despachar. Por meio de bilhetes, fazendeiros foram ameaçados de morte e intimados a abandonarem o território de União de Jeová. O discurso de Udelino estava transformando a região em uma Nova Canudos, despertando o ódio dos fazendeiros e chamando a atenção das autoridades.
Em 1953, o governador do Espírito Santo, Jones dos Santos Neves mobilizou as tropas da Polícia Militar e despachou-as para a região. O "exército" jeovense foi acuado por uma ação conjunta das forças policiais de Minas Gerais e Espírito Santo. A batalha dos jeovenses foi perdida: O Estado União de Jeová foi destruído, antes mesmo de entrar no mapa. Udelino passou a viver foragido da polícia e nunca mais se ouviu falar dele. De Udelino ficaram uns poucos bilhetes, geralmente ameaças aos fazendeiros, escritas num português quase incompreensível. 

## Atualmente
Em 1964, foi feito o Acordo do Contestado. Na ocasião, Espírito Santo criou uma lei e Minas Gerais criou outra, gerando diferenças no mapa dos dois estados. Mas somente em agosto de 2015 esse problema foi de facto solucionado. Com a antiga lei, o Espírito Santo perdia 40 km² do município de Ecoporanga e agora terá a área novamente.